# 沃特维尔 (缅因州)
沃特維爾（英語：Waterville）是美国缅因州肯納貝克郡的一個城市，位於肯納貝克河西岸。有「榆樹城」之稱。面積36.4平方公里。根據2020年美國人口普查，人口15,828人。1802年6月23日設鎮，1888年1月12日設市。

## 姐妹城市
- 俄羅斯科特拉斯